# Frogs Legnano 2012
Questa voce raccoglie le informazioni riguardanti i Frogs Legnano nelle competizioni ufficiali della stagione 2012.

## Roster
| Roster dei Frogs Legnano (2012) |
| --- |
| Quarterback - 1 Yari Gorla Running Back - 20 Luca Pileci - 22 E. Ciani - 30 M. Orfanò - 43 Andrea Posté - 49 Luca Gobbi Pansan Wide Receiver - 5 M. Torretta - 13 Denis Tascone - 80 Gabriele Gangale - 82 Virginio Caronni - 85 D. Resta - 86 Stephen Gouveia Tight End - 4 Francesco Iura - 88 William Teixeira de Trinidade Offensive Linemen - 66 A. Colnaghi - 67 Nicolò Legnani - 69 M. Montani - 70 Paolo Gaias - 72 M. Buran - 73 Marco Chiari - 74 Marco Giannoccaro Defensive Linemen - 90 Kevin Khay - 97 Raffaele Tortora - 99 Augusto Andreoli Linebacker - 30 L. Radaelli - 37 K. Ferrato - 41 Matteo Rusconi - 42 Riccardo Rossi - 47 Fabio Drigo - 53 Andrea Ballicu - 54 Simone Iannotta - 55 Simone Colescia Defensive Back - 11 Luca Dell'Oro - 21 Gabriele Porro - 23 Fabio Iannotta SS - 24 Alessandro Calabrese - 26 Riccardo Monticelli - 27 Michele Galli - 28 Fabio Masiero - 33 Prospero Grasso - 40 Umberto Maj Special Team |

## Lega Nazionale American Football 2012

### Regular season
| Arbitro: | Scrignani |

|                                                                       |           | |
| Postè A. Q3 (TD) 8yd run Postè A. Q4 (TD) 8yd run Legnani N. Q1 (pat) | Marcatori | Pisu M. Q1 (TD) 19yd run Pisu M. Q1 (TD) 3yd run Ruggiu B. Q1 (pat) Lianas A. Q2 (TD) 19yd run Pisu M. Q4 (TD) 19yd pass da Meloni S. Cappai D. Q4 (tpc) rush Pisu M. Q4 (TD) 4yd run Giraldi L. Q4 (tpc) rush |

| Arbitro: | Camossa |

| |           | |
| Gorla Y. Q1 (TD) 1yd run Caronni V. Q2 (TD) 25yd pass da Gorla Y. Texeira de Trinidade W. Q2 (pat) Grasso P. Q2 (TD) 72yd kickoff return | Marcatori | Torrente I. Q1 (TD) 18yd pass da Morelli A. Socci A. Q2 (TD) 18yd pass da Morelli A. Di Stefano F. Q3 (TD) 3yd run Caruso G. Q4 (TD) 2yd run Iuliano E. Q4 (tpc) pass da Morelli A. Morelli A. Q4 (TD) 1yd run Mella A. Q4 (tpc) pass da Morelli A. |

| Arbitro: | Bernardi M. |

| |           | |
| Brena E. Q2 (TD) 12yd run Zucco M. Q2 (TD) 67yd interception return Brun L. Q2 (pat) Zucco M. Q3 (TD) 20yd pass da Brena A. Brena A. Q3 (tpc) rush Brena A. Q4 (TD) 2yd run Zucco M. Q4 (TD) 8yd pass da Brena A. Brun L. Q4 (pat) | Marcatori | Texeira de Trinidade W. Q2 (TD) 7yd pass da Gorla Y. Texeira de Trinidade W. Q2 (TD) 47yd pass da Gorla Y. Texeira de Trinidade W. Q3 (TD) 4yd pass da Gorla Y. Gorla Y. Q3 (tpc) rush Texeira de Trinidade W. Q4 (TD) 31yd pass da Gorla Y. |

| Arbitro: | Sabidussi M. |

| |           |                                      |
| Pavoni G. Q1 (TD) 4yd run Sebastiani A. Q1 (pat) Benini T. Q2 (TD) 2yd run Sebastiani A. Q2 (pat) Sebastiani A. Q3 (TD) 3yd run Sebastiani A. Q3 (pat) Sebastiani A. Q3 (TD) 11yd run Sebastiani A. Q3 (pat) Todaro R. Q4 (TD) 11yd pass da Pavoni G. | Marcatori | team Q2 (TD) endzone fumble recovery |

| Arbitro: | Davis |

| |           | |
| Texeira de Trinidade W. Q2 (TD) 11yd pass da Gorla Y. Caronni V. Q2 (pat) Postè A. Q3 (TD) 17yd run Tascone D. Q3 (TD) 6yd pass da Gorla Y. Caronni V. Q3 (pat) Texeira de Trinidade W. Q4 (TD) 30yd pass da Gorla Y. Caronni V. Q4 (pat) | Marcatori | Borgato M. Q1 (TD) 1yd run Cingano M. Q2 (FG) 13yd field goal Marcato D. Q3 (TD) 35yd pass da Sabbadin A. Sabbadin A. Q3 (tpc) rush |

| Arbitro: | Scrignani L. |

| |           |                                                                                           |
| Zingale S. Q3 (TD) 2yd run Polla L. Q1 (pat) Zingale S. Q4 (TD) 24yd run Polla L. Q4 (pat) Viveros Vale Y. (OT) (TD) 62yd run Polla L. (OT) (pat) | Marcatori | Gorla Y. Q4 (TD) 2yd run Caronni V. Q4 (pat) Posté A. Q4 (TD) 2yd run Caronni V. Q4 (pat) |

| Palermo 26 maggio 2012, ore 21:00 CEST 9ª giornata | Sharks Palermo | 17 – 12 (0-0 7-0 3-6 7-6) [http://www.fidaf.org/Public/statistiche/B12/B1201702.htm referto]   | Frogs Legnano | Velodromo P. Borsellino (100 spett.) |
| \| \| \| \| \| Catalano F. Q2 (TD) 1yd run Albanese A. Q2 (pat) Cusimano L. Q3 (FG) 22yd field goal Catalano F. Q4 (TD) 1yd run Cusimano L. Q4 (pat) \| Marcatori \| Texeira de Trinidade W. Q3 (TD) 44yd pass da Gorla Y. Tascone D. Q4 (TD) 58yd pass da Gorla Y. \| |                |                                                                                                |               |                                      |
| |                |                                                                                                |               |                                      |
| Catalano F. Q2 (TD) 1yd run Albanese A. Q2 (pat) Cusimano L. Q3 (FG) 22yd field goal Catalano F. Q4 (TD) 1yd run Cusimano L. Q4 (pat) | Marcatori      | Texeira de Trinidade W. Q3 (TD) 44yd pass da Gorla Y. Tascone D. Q4 (TD) 58yd pass da Gorla Y. |               |                                      |

| Arbitro: | Tansini S. |

| |           | |
| Teixeira de Trinidade W. Q1 (TD) 14yd pass da Gorla Y. Caronni V. Q1 (pat) Pileci L. Q2 (TD) 7yd run Caronni V. Q2 (pat) Pileci L. Q3 (TD) 15yd run Caronni V. Q3 (pat) Postè A. Q4 (TD) 3yd run Caronni V. Q4 (pat) Postè A. Q4 (TD) 4yd run Caronni V. Q4 (pat) Tascone D. Q4 (TD) 40yd pass da Gorla Y. Postè A. Q4 (tpc) rush Tascone D. Q4 (TD) 12yd pass da Gorla Y. Caronni V. Q4 (tpc) pass da Gorla Y. | Marcatori | Rampini V. Q1 (TD) 15yd run Cardani L. Q1 (TD) 12yd pass da Porokhonchuk D. Denti A. Q1 (pat) Armah P. Q2 (TD) 22yd run Cardani L. Q2 (TD) 4yd pass da Barbuti M. Armah P. Q3 (TD) 21yd run Porokhonchuk D. Q3 (tpc) rush Rampini V. Q4 (TD) 12yd run Rampini V. Q4 (TD) 5yd run Armah P. Q4 (tpc) rush Rampini V. Q4 (TD) 8yd run Armah P. Q4 (tpc) rush |

## Statistiche di squadra
| Competizione | %Vittorie | In casa | In casa | In casa | In casa | In casa | In casa | In trasferta | In trasferta | In trasferta | In trasferta | In trasferta | In trasferta | Totale | Totale | Totale | Totale | Totale | Totale |
| Competizione | %Vittorie | G       | V       | N       | P       | Pf      | Ps      | G            | V            | N            | P            | Pf           | Ps           | G      | V      | N      | P      | Pf     | Ps     |
| ------------ | --------- | ------- | ------- | ------- | ------- | ------- | ------- | ------------ | ------------ | ------------ | ------------ | ------------ | ------------ | ------ | ------ | ------ | ------ | ------ | ------ |
| Campionato   | .125      | 4       | 1       | 0       | 3       | 110     | 141     | 4            | 0            | 0            | 4            | 58           | 106          | 8      | 1      | 0      | 7      | 168    | 247    |
| Totale       | .125      | 4       | 1       | 0       | 3       | 110     | 141     | 4            | 0            | 0            | 4            | 58           | 106          | 8      | 1      | 0      | 7      | 168    | 247    |